# Secuiu
Secuiu – wieś w Rumunii, w okręgu Buzău, w gminie Gura Teghii. W 2011 roku liczyła 10 mieszkańców.